# Втеча з палацу
«Втеча з палацу» — радянський художній фільм 1975 року, знятий Кіностудією ім. О. Довженка.

## Сюжет
Фільм про дітей 1930-х років, вихованців харківського Будинку піонерів. Четверо хлопців, мріючи побувати в далеких країнах, тікають з дому…

## У ролях
- Надія Смирнова — Галка
- Олександр Даруга — Іллюша
- Олексій Бєлов — Сенько
- Ігор Меркулов — Михалич
- Борис Дороженко — Малеша
- Костянтин Степанков — Слава Семечкін
- Марина Лебеденко — Олечка
- Володимир Конкін — Револьд Слонов, Петька Муха
- Роман Ткачук — Тарас Тарасович
- Ірина Лаврентьєва — мати Сенька
- Петро Довгаль — дідусь Сенька
- Борислав Брондуков — батько Михалича
- Костянтин Степанков — учитель
- Віктор Панченко — міліціонер
- Олександр Толстих — залізничник
- Олександр Мовчан — капітан Арктики
- Рудольф Дамбран — Микола Миколайович
- Юрій Дубровін — Андрій, батько Сенька
- Юрій Крітенко — Григорій Сергійович, фізик
- Ігор Кручик — епізод
- Ілля Куций — Пальчиков
- Михайло Куций — Пальчиков
- Владислав Пупков — сусід

## Знімальна група
- Режисери-постановники — Микола Малецький, Володимир Попков
- Сценарист — Аркадій Інін
- Оператор-постановник — Володимир Давидов
- Композитор — Марк Кармінський
- Художники-постановники — Василь Безкровний, Олексій Бобровников
- Звукооператор — Натан Трахтенберг
- Режисер монтажу — Тамара Сердюк
- Редактор — Марина Меднікова